# Căn gác mùa hè
"Căn gác mùa hè" (tiếng Anh: "Sweet summer") là một đĩa đơn của nữ ca sĩ kiêm sáng tác nhạc người Việt Nam Phùng Khánh Linh, phát hành vào ngày 30 tháng 8 năm 2022 bởi Hãng đĩa Thời đại. Đây là đĩa đơn mở đường cho album phòng thu thứ hai của cô Citopia, ra mắt tháng 11 cùng năm.

## Sáng tác
"Căn gác mùa hè" có thời lượng 3 phút 12 giây, thuộc thể loại city pop với tiết tấu nhanh và sôi động. Nội dung bài hát nói về tình yêu nóng bỏng của cô gái dành cho đối phương, muốn được bên người mình yêu giữa mùa hè "yêu dấu". Bài hát mang màu sắc "Plastic Love" của Takeuchi Mariya nhưng Phùng Khánh Linh đã không đưa vào lời nhạc những liên hệ tới hình mẫu đô thị đặc trưng mà thay vào đó là câu vần không gợi hình ảnh trực tiếp, khiến người nghe vô thức sẽ liên tưởng các cảnh vật gần gũi, quen thuộc "rất Việt Nam".
"Căn gác mùa hè" được thu âm tại phòng thu ở Nashville, Mỹ cùng với 9 ca khúc khác trong album Citopia. Nhà sản xuất âm nhạc cho ca khúc là Steven Patrick Wilson, thu âm và mix bởi Josh Frigo, và Jovan Quallo là nghệ sĩ thổi saxophone.
Nói về lần tái xuất của Phùng Khánh Linh, đại diện Hãng đĩa Thời đại đã xem "Căn gác mùa hè" đánh dấu "ngã rẽ khác biệt, một cú chuyển lớn" so với album đầu tay Yesteryear (2020), khi nữ ca sĩ vẫn khai thác địa hạt nhạc pop nhưng không chỉ đem lại cảm giác mới lạ, nguyên bản hơn mà còn trưởng thành cả từ ca từ đến giai điệu.

### Video âm nhạc
Một video âm nhạc cho bài hát đã được thực hiện, đạo diễn bởi Hồ Việt Quân. Nội dung MV chủ yếu là hình ảnh Phùng Khánh Linh mặc những bộ đồ hồng hát và nhảy múa quanh đồng cỏ, máy tính bàn và bốt điện thoại trên phông nền đô thị rực rỡ ánh đèn. Tạo hình nữ ca sĩ được lấy cảm hứng từ phong cách thời trang Y2K "ngọt ngào, cá tính nhưng ẩn chứa sự bí hiểm".
Trung thành với concept album, ê-kíp MV đã cố tình làm mờ đi dấu ấn từ thập niên 1980 của Nhật Bản như anime, tòa nhà chọc trời và những ánh đèn neon, để đưa vào các hình ảnh đậm chất Y2K, chẳng hạn máy tính bàn phong cách Hello Kitty hay đồ họa Internet giai đoạn chuyển giao thiên nhiên kỷ cũ – vốn thường được mô phỏng bởi người nghe city pop hiện đại.

## Phát hành và tiếp nhận
Nửa đêm ngày 30 tháng 8 năm 2022, Phùng Khánh Linh bất ngờ công bố "Căn gác mùa hè", với video âm nhạc được đăng tải trên YouTube song song các nền tảng nhạc số khác. Phiên bản vật lý của đĩa đơn ra mắt cùng ngày nhưng chỉ phân phối với số lượng nhỏ cho người hâm mộ và không bán phổ biến. Ngày 11 tháng 11 năm 2022, album Citopia đã chính thức phát hành, trong đó "Căn gác mùa hè" được phát ở vị trí đầu tiên trong số 10 bài hát.
Chỉ sau một giờ phát hành, ca khúc đã thẳng tiến lên #1 xếp hạng Top Songs iTunes Việt Nam. Bài hát cũng nhanh chóng debut thứ hạng cao trong top bài hát thịnh hành của Spotify Việt Nam. Trên danh sách Billboard Vietnam Top Vietnamese Songs cập nhật ngày 1 tháng 12 cùng năm, "Căn gác mùa hè" debut tại hạng 97 cùng với hai đĩa đơn "Năm ngoái giờ này" trụ hạng 62 và "Quý cô say xỉn" là hạng 36. Nhưng theo trang tin Zing News ghi nhận, thành tích MV sau một tháng ra mắt lại khá khiêm tốn so với các sản phẩm cùng thời khác, với chưa đầy 80.000 lượt xem.
Tạp chí Người đô thị đã xếp "Căn gác mùa hè" vào trong số "những bài hát mùa hè "nghe là nghiện"", trong đó tưởng tượng việc nghe bài khi lái chiếc Kombi trên những cung đường, với hai bên bờ cát trắng trải dài nối thẳng ra biển sẽ khiến "mùa hè bỗng trở nên quyến rũ, lấp lánh và hấp dẫn hơn" nhờ vào "giai điệu tràn đầy năng lượng" của bản nhạc.

## Biểu diễn trực tiếp
Vào ngày 4 tháng 10 năm 2022, Phùng Khánh Linh đã có màn hát live bài hát trong chương trình "Ở đây hát nhạc sống" do Billboard Việt Nam sản xuất. Đến ngày 7 tháng 11 năm 2022, Phùng Khánh Linh biểu diễn "Căn gác mùa hè" ở buổi tiệc nghe thử nhạc Citopia tại Thành phố Hồ Chí Minh. Nữ ca sĩ đã trình diễn bài hát trong đêm nhạc MTV Showcase, diễn ra vào 28 tháng 12 cùng năm. Cô còn có nhiều lần thể hiện ca khúc ở những sự kiện, chương trình lớn nhỏ khác nhau qua từng năm.
Năm 2025, Phùng Khánh Linh đã đưa ca khúc vào danh sách biểu diễn trong mini tour Off The Record của cô, diễn ra từ cuối tháng 3 đến đầu tháng 4, lần lượt tại ba thành phố Sài Gòn, Đà Nẵng và Hà Nội. Đến ngày 4 tháng 5 cùng năm, trong chương trình Điểm hẹn tài năng phát sóng trên kênh VTV3, nữ ca sĩ tiếp tục xuất hiện với tư cách khách mời và thể hiện bài hát cùng Vũ đoàn HanoiXGirls. Màn trình diễn của cô được nhận xét "đã thổi một làn gió mới, mang đến không gian âm nhạc rực rỡ và tràn đầy cảm xúc" cho sân khấu.

## Đội ngũ sản xuất
Thông tin phần ghi công được lấy từ mô tả MV bài hát.

### Âm nhạc
| - Giám đốc sản xuất: Lâm Thời Đại, Phạm Anh Phú - Nhạc sĩ kiêm ca sĩ: Phùng Khánh Linh - Định hướng phát triển nghệ sĩ: Hãng đĩa Thời đại - Giám đốc sáng tạo âm nhạc: Phạm Anh Phú, Lâm Thời Đại - Sản xuất bản thu: Josh Frigo - Sản xuất âm nhạc: Steven Patrick Wilson, Josh Frigo | - Nhạc công khách mời: Jovan Quallo (saxophone, còi, sáo), Josh Scalf (trombone), Tyler Jaeger (trumpet) - Thu âm và mix: Josh Frigo (@Ghosthood Studios Nashville, Hoa Kỳ) - Giọng nền: Phùng Khánh Linh - Mastering: Randy Merrill (@Sterling Sound New York, Hoa Kỳ) - Huấn luyện giọng hát: Minh Huệ - Sản xuất giọng: Josh Frigo, Rirodybo |

### Video âm nhạc
| - Công ty sản xuất: Gung Production House - Đạo diễn: Hồ Việt Quân - Sản xuất: Duy Thảo - Nhiếp ảnh: Tata – theboyyoulost - Đạo diễn sáng tạo: Hồ Việt Quân, UIN - D.O.P: Đăng Khoa - Hậu trường: Công Min - Cam OP: Thịnh Nguyễn - Chỉnh nét: Thái Minh Tâm - Ánh sáng: Hậu Phạm - Offline Editor: Đông Nguyễn - Hoạt hình: UIN - Online editor: KINGDUCKINTHELAKE - Chỉnh màu: KINGDUCKINTHELAKE - Background 3D: Nhật Linh, Ánh Nguyễn, Diễm Phúc | - Phác cảnh: Hoàng Bảo Nguyễn - Set: Bắc Nguyễn, Lâm Minh Trung, Lý Bình Sơn - Stylist quần áo: Hensi Lê - Trang phục: Das La Vie, Usagi, AKA My Dinh, SOMU.NAILS, Naras - Trợ lý stylist: Mây Trương, Vy Nguyễn - Trang điểm: Võ Minh Đức - Stylist tóc: Hiền Nguyễn - Ánh sáng, thiết bị: HD Equipment - Studio chụp ảnh: Cinespace Studio - Hỗ trợ dự án và điều phối: Nguyễn Bảo, Tâm Min, Thanh Hà, Huỳnh Quyên, Đăng Vương, Phi Yến, MP Catering Team - Sáng tạo nội dung: Phạm Minh Quân - Minh họa: Nguyễn Anh Nhân - Thiết kế đồ họa: Nguyễn Thái Đức Anh |

## Bảng xếp hạng

### Xếp hạng tuần
| Bảng xếp hạng (2022)            | Vị trí cao nhất |
| ------------------------------- | --------------- |
| Việt Nam (Top bài hát Việt Nam) | 97              |

## Lịch sử phát hành
| Khu vực  | Ngày                | Định dạng                       | Phiên bản         | Nền tảng                         | Hãng              | Chú thích |
| -------- | ------------------- | ------------------------------- | ----------------- | -------------------------------- | ----------------- | --------- |
| Quốc tế  | 30 tháng 8 năm 2022 | Phát trực tuyến Tải kỹ thuật số | Gốc               | Spotify • Apple Music • Zing MP3 | Yin Yang Media    | [ 23 ]    |
| Quốc tế  | 30 tháng 8 năm 2022 | Video âm nhạc                   | Gốc               | YouTube                          | Hãng đĩa Thời đại | [ 8 ]     |
| Việt Nam | 30 tháng 8 năm 2022 | CD                              | Gốc               | —                                | Hãng đĩa Thời đại | [ 10 ]    |
| Quốc tế  | 16 tháng 1 năm 2023 | Phát trực tuyến Tải kỹ thuật số | Nhạc cụ không lời | YouTube                          | Hãng đĩa Thời đại | [ 24 ]    |